# Paläste Hyderabads
Diese Liste der Paläste Hyderabads gibt eine Übersicht über die in diesem indischen Fürstenstaat errichteten Residenzen, nachdem der Nizam Asaf Jah II. seine Hauptstadt 1763 von Aurangabad nach Hyderabad verlegte. Die meisten der zur Zeit der Pax Britannica errichteten Komplexe zeichneten sich durch extreme Prachtentfaltung aus.

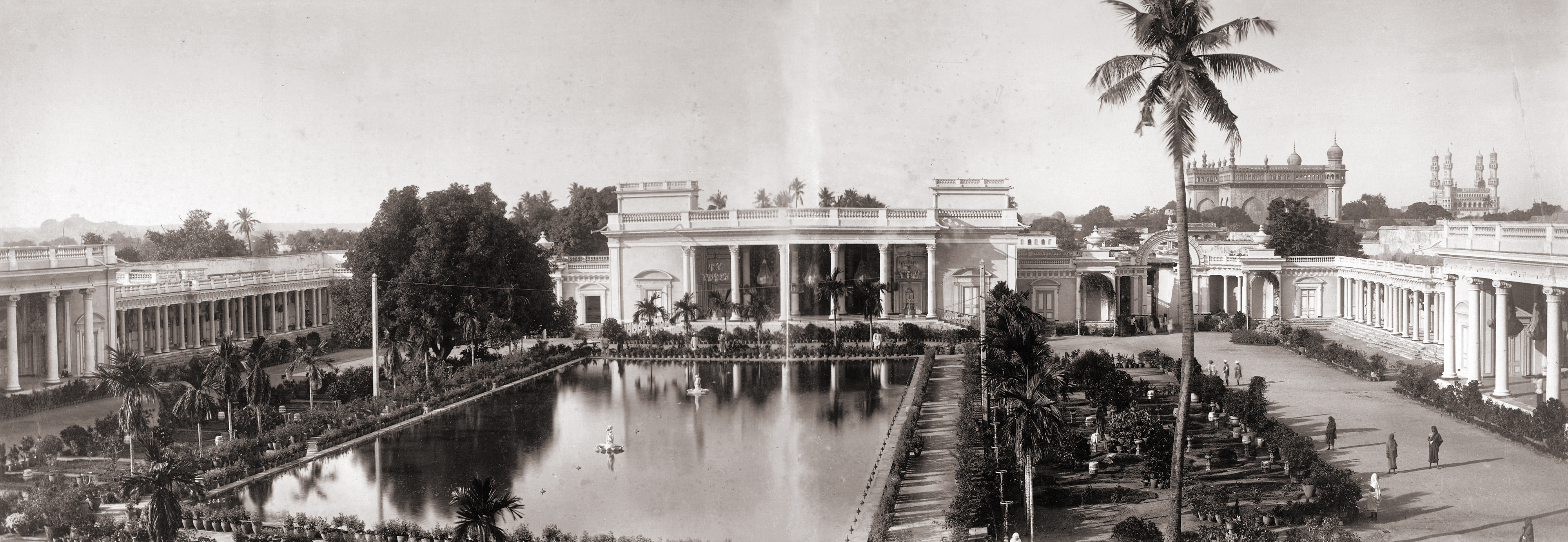
Chomwalla Palast, Panorama (1890)

## Paläste der Herrscher
Dem Herrscherhaus gehörten über das Land verteilt in Golkonda, Maula Ali, Asafnagar, Lingampalli, dem Vorort Mallapet und anderswo Ende des 19. Jahrhunderts mehrere Dutzend kleinere und größere Residenzen. Die wichtigeren, in der Hauptstadt, waren:
- Der Purani Haveli bestand aus 11 Gebäuden auf etwa 13 Hektar innerhalb eines ummauerten Bezirks. Asaf Jah II. kaufte ihn für seinen Sohn von Rukn ud-Daula und ließ ihn renovieren. Seit Asaf Jah III. ins Khilwat Mahal zog, hieß der Komplex der „alte Palast.“ Der dort geborene Asaf Jah IV. machte ihn wieder zur Hauptresidenz. Asaf Jah VI. war für die luxuriöse Ausstattung verantwortlich. Im Palast befindet sich heute die Mukkaram Jah School.[1]
- Der Falaknuma-Palast wurde ursprünglich 1884–93 auf 1,2 km² gebaut für Viqar ul-Umara († 1902; jüngerer Sohn von Rafid ud-Din). Asaf Jah VI. erwarb das auf einer Anhöhe gelegene Gebäude 1895, um es zunächst als Gästehaus zu nutzen. Er starb dort. Der Palast ist seit Oktober 2010 ein Luxushotel.[2]
- Der Chowmahela-Palast war die Hauptresidenz von Asaf Jah VII., bis Letzterer 1948 aus dem Amt gejagt wurde.
- Der King-Kothi-Palast war am Stadtrand ursprünglich von Kamal Khan erbaut worden. Asaf Jah VI. kaufte ihn für seinen 16-jährigen Thronprinzen. Da der Erbauer seine Initialen K.K. überall hatte anbringen lassen, nannte man den Komplex King-Kothi-Palast. Der abgesetzte Nizam lebte im Nazri Bagh genannten Gebäude. Sein Sohn Asam Jah (Shazadi Pasha) wohnte in den nahen Eden Gardens.
- Der Bella-Vista-Palast wurde hauptsächlich von Asam Jah und seiner Familie genutzt.
- In Delhi wurde 1926 das palastähnliche Hyderabad House errichtet.

## Paläste der Paigah und Jagir
Die Paigah (wörtlich: „Stall“) waren eine Klasse von Vasallen, denen für die Verpflichtung Heerfolge zu leisten Land und die Steuereinnahmen daraus überlassen wurde. Vielfach waren sie mit dem Herrscherhaus versippt. Jagirs waren (Groß-)Grundbesitzer, die als Steuerpächter Ländereien zugewiesen bekamen, für die sie einen bestimmten Satz an die Staatskasse abzuführen hatten. Falls sie aus ihren Untertanen mehr herauspressen konnten, verblieb ihnen der Überschuss. Beide Gruppen stammten in der Regel von den arabischstämmigen Eroberern ab, die mit Nizam ul-Mulk in die Region kamen.
- Der Gyan Bagh ist der Palast des Raja Dhanrajgiri in Gosha Mahal.
- Der auf einer Anhöhe erbaute und unterkellerte Iram Manzil von Nawab Fakhr ul-Mulk hat mehrere hundert Räume.

### Shams ul-Umara Klan

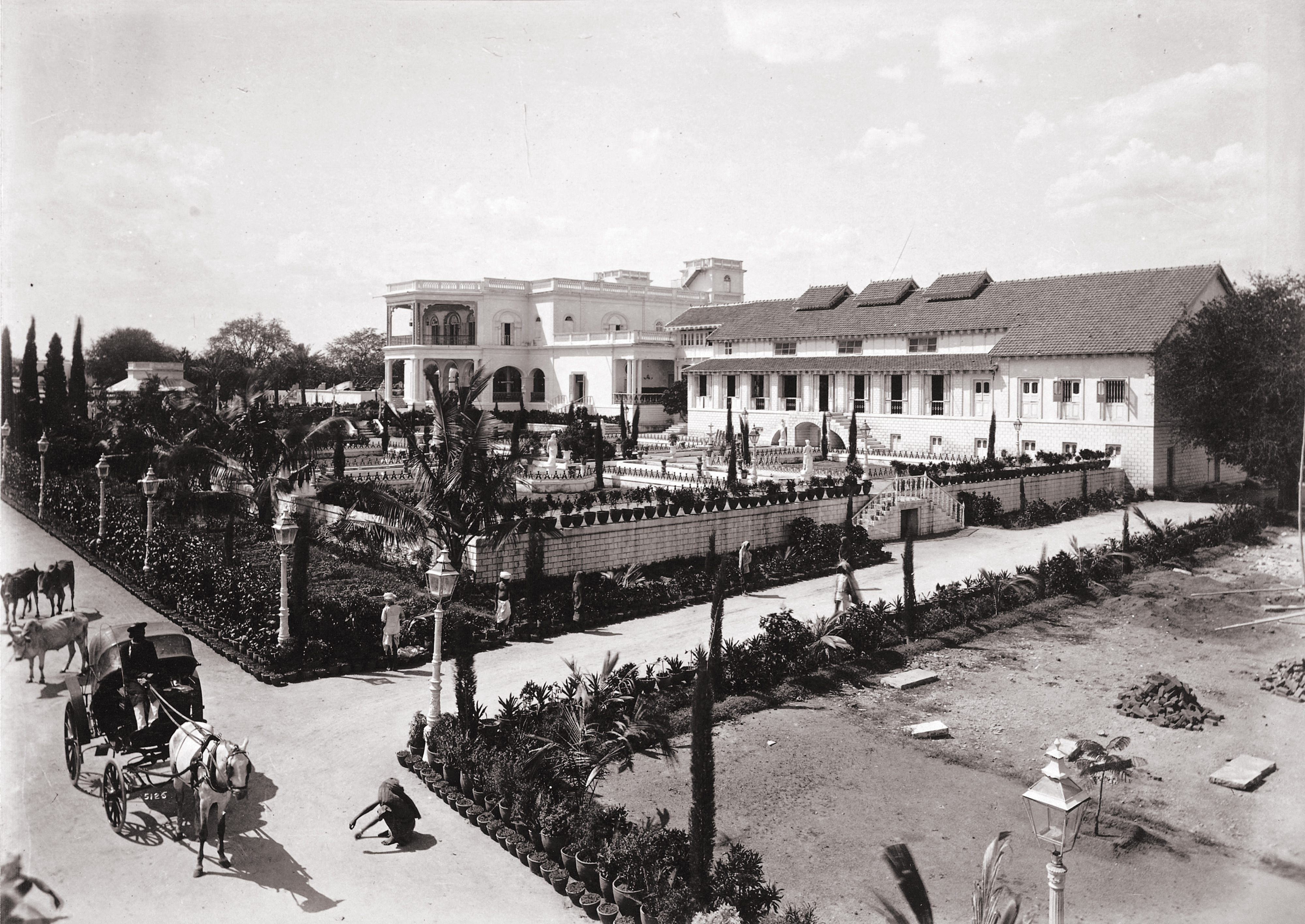
Bashir Bagh Palast, erbaut für Asman Jah (r. 1887–94; abgebrochen)

Aus dieser Familie stammten traditionell die Oberbefehlshaber der Armee.
- Der Palast von Shams ul-Umara (Diwan 1848–9) wurde im klassischen Mogul-Stil errichtet. Asman Jah (Diwan 1887–89; ältere Linie) renovierte ihn und ließ den prachtvollen Garten Khana Bagh anlegen.
- Der Bashir Bagh wurde 1868 ebenfalls für Asman Jah zum Preis von 400.000 Rs. errichtet.
- Asman Jah ließ Ende des 19. Jahrhunderts im Vorort Mallapet den kleinen Asman Ghar Palast im englisch-neugotischen Stil errichten.
- Etwas nördlich des Falaknuma Palasts wurde für Asman Jah der prächtige Jahanuma Palast gebaut.
- Zunächst von Shams ul-Umara geplant wurde der Palast von Khurshid Jah, den jedoch erst Rafid ud-Din aus der jüngere Linie vollendete. Im Inneren des Palastes findet sich eine ansprechend gestaltete sternförmige Zisterne (tara hauz). Als Gerichtsort über seine Vasallen diente Khurshid Jah (= Amir-i-Kabir III) das kleinere Ishrat Mahal im Inneren.
- Viqar ul-Umara ließ südlich des alten Familienpalastes im Stile des Falaknuma-Palasts anbauen.
- Ein weiterer Komplex entstand für Viqar ul-Umara im Vorort Begunpet (Richtung Secunderabad). Dort wurde 1906 noch eine Moschee nach einem spanischen Vorbild im sarazenischen Stil errichtet.

### Salar Jung Klan

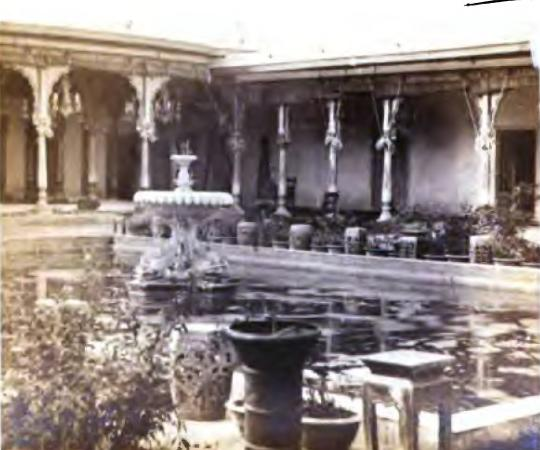
Innenhof Diwan Deoli (1862)

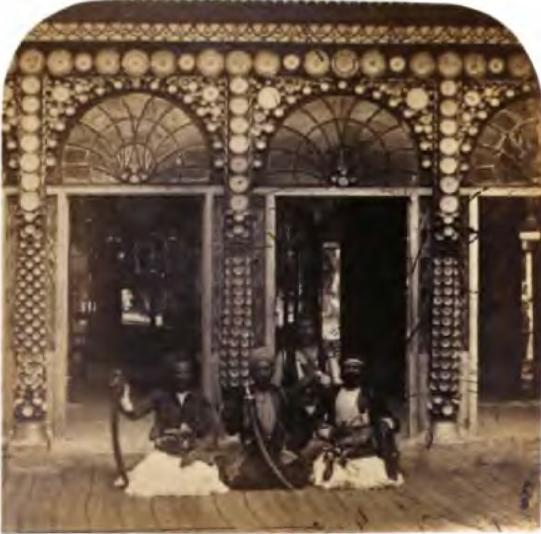
Eingang zur Porzellansammlung in der Residenz von Salar Jung I. Davor vier arabische Leibwächter (1862)

Die schiitische Familie stellte über etliche Generationen den Diwan des Staates, ein Amt, mit dem das Recht der Steuereinziehung (diwani) für Kronland (khalsa) einherging und das durch Vergabe von Pfründen ungeheure Möglichkeiten der Bereicherung bot. Der Grundbesitz als jagir über 333 Dörfer im ganzen Land machte den Klan, nach dem Herrscher, zum zweitgrößten Landbesitzer. Auf 3834 km² beherrschte man 1901 180150 Menschen. Aus den sechs Taluks: Kosgi, Gulbarga, Ajanta (Aurangabad Division), Koppal und Yelbarga (Raichur), Dundgal (Medak), und Raigir (Nalgonda), wurden zur Zeit einer der größten Hungersnöte Indiens immer noch 82000 HR Überschuss herausgeholt.
Die Familienresidenz, der Diwan Deori (= Deva Devdi), von mehreren Generationen genutzt, wurde ursprünglich von Mir Alam (Diwan 1795–97, 1804–8) errichtet, dann von seinem Schwiegersohn Munir ul-Mulk (Diwan 1808–36) und Salar Jung I. genutzt. Innerhalb des Komplexes befanden sich acht Gebäude: Diwan Khana (= Noor Mahal) im persischen Stil, Khas Mahal, Basanti Haveli, Aina Khana („Halle der Statuen“), Naqqar Khana, Chini Khana, Putli Khana und Naya Makan. Davon waren die ersten vier zu Zeiten Mir Alams erbaut worden. Muni ul-Mulk baute die nächsten drei, Salar Jung ließ das letzte Gebäude als Speisesaal errichten. Für seine Söhne ließ er den Garten Nizam Bagh 1863 anlegen. Da Salar Jung III. kinderlos starb, fiel das Gebäude an den indischen Staat, es wurde, nachdem es bis 1961 als Museum gedient hatte, in den 1970ern abgebrochen.
Gewissermaßen eine Erweiterung stellt der ganz aus Holz errichtete Baradari Lakar Kot von Mir Alam, am Ufer des Musi dar. Er wurde durch das Afzal-Tor erreicht. Im Golconda Fort unterhielt Salar Jung I. ebenfalls noch eine kleinere Residenz.

### Maharaja Chandu Lal
Chandu Lal erwarb ein Gartengrundstück (Nanak Ram) hinter dem Charminar. Dort ließ er für 150.000 Rs. den prächtigen Baradari Palast (im Volksmund auch: Bagh-i-Ram oder Ram Bagh) 1822–30 bauen. Der Garten war so groß, dass die darin angebauten Produkte einen jährlichen Verkaufserlös von 10.000 Rs. einbrachten. Seine Nachkommen bauten:
- Malwala-Palast, 100 m östlich des Char Minar, erbaut 1845 für Ram Pershad Lal erweitert von Raja Shivraj Bahadur. Die Familie verwaltete traditionell die Grundsteuerunterlagen der Mogul-Provinzen Hyderabad und Bidar.
- Der Baradari-Palast, 200 m nördlich des Char Minar, des Maharaja Sir Kishen Pershad (Diwan 1902–12, 1927–37) drittgrößter Landbesitzer, gilt als der großartigste der Adligen des Landes.

## Residency

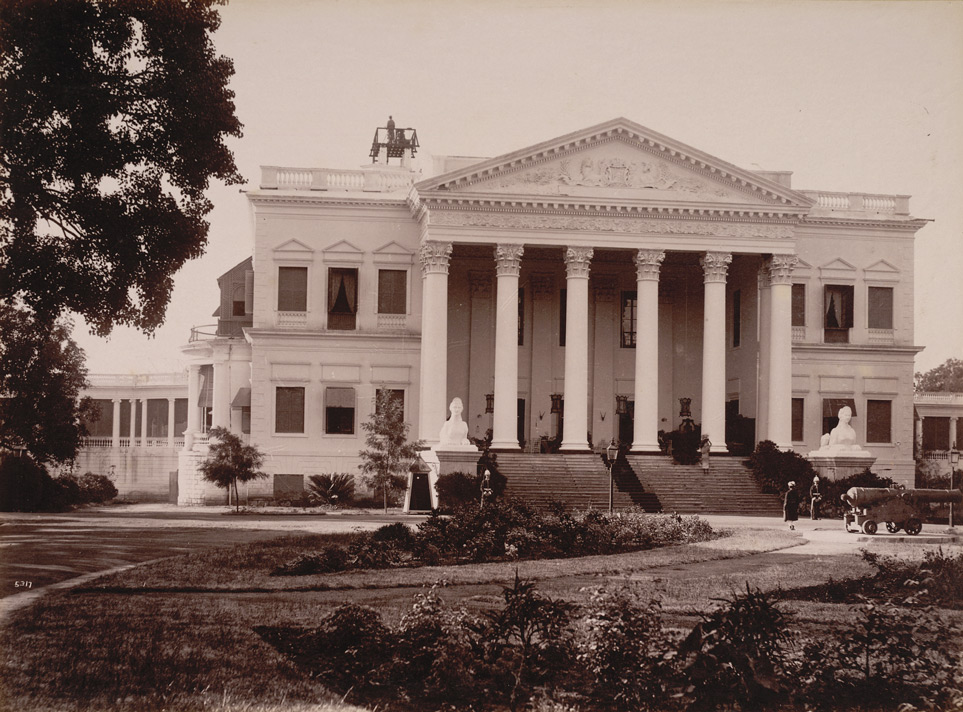
Residentur (ca. 1880)

Der 1803–06 errichtete Amtssitz des britischen Residenten im Ortsteil Chādargāt stellt in seiner wuchtigen Ausführung schon von außen klar, wo im Lande wirkliche Macht ihren Sitz hatte. Eigentlich war das Gelände nur eine Leihgabe, die eigentliche Residentur hätte in Bolarum sein sollen.

## Golconda
Als einziger bedeutender Palast der vorherigen Dynastie hat der zweistöckige Musq Mahal von 1693 bis heute überstanden. Er steht als Ruine jedoch ebenfalls leer.